# اينزو رويز
اينزو رويز (بالإسبانية: Enzo Ruiz) (20 يونيو 1989 بروساريو في الأرجنتين - ) هو لاعب كرة قدم أرجنتيني في مركز الدفاع. لعب مع بوكا جونيورز.

## وصلات خارجية
- اينزو رويز على موقع قاعدة بيانات كرة القدم.إي يو (الإنجليزية)
- اينزو رويز على موقع Soccerway.com (الإنجليزية)